# Corvus enca
Corvus enca é uma espécie de ave da família Corvidae.
Pode ser encontrada nos seguintes países: Brunei, Indonésia, Malásia e Filipinas.
Os seus habitats naturais são: florestas subtropicais ou tropicais húmidas de baixa altitude e florestas de mangal tropicais ou subtropicais.